# راندي باتشمان
راندي باتشمان (بالإنجليزية: Randy Bachman)‏ مواليد 27 سبتمبر 1943 في وينيبيغ، مانيتوبا، كندا، هو مغني وكاتب غنائي وموسيقي كندي بدأ مسيرته الفنية عام 1960.

## وصلات خارجية
- راندي باتشمان على موقع IMDb (الإنجليزية)
- راندي باتشمان على موقع ميوزك برينز (الإنجليزية)
- راندي باتشمان على موقع إن إن دي بي (الإنجليزية)
- راندي باتشمان على موقع أول ميوزيك (الإنجليزية)
- راندي باتشمان على موقع ديسكوغز (الإنجليزية)
- راندي باتشمان على موقع قاعدة بيانات الفيلم (الإنجليزية)

- الموقع الإلكتروني